# フェリックス・レガメ
フェリックス・レガメ（Félix Régamey, 1844年8月7日 - 1907年5月7日）は、フランスの画家、挿絵画家。

## 来歴と作品
1844年、フランスのパリで生れる。1871年のパリ・コミューンに参加したため、崩壊後にロンドンへの亡命を余儀なくされ、1872年に同地を放浪していたヴェルレーヌとランボーに出会い、二人を描いた素描を残した。この後アメリカに渡り、シカゴでデッサンの教育の改善に取り組むが、早くから日本への関心も抱いていた。1876年のフィラデルフィア万国博覧会ではリヨンの実業家エミール・ギメと出会い、フランスの文部省から極東の宗教調査を依頼されたギメとともに、記録画家として開国後間もない日本へ旅立つことになる。
1876年（明治9年）8月、日本に到着した彼らはまず横浜に滞在し、東京から京都へ向かう。伊勢、大阪、神戸を通り、その後、中国、インドを経て翌1877年3月頃に帰国する。この旅でレガメは芝居小屋や寺社の光景、庶民などの暮らしを生き生きとスケッチに残した。彼は、日本人の印象をこう述べている。
「日本人の微笑みは無償で与えられるものなのだ。それは全ての礼儀の基本となっていて、どんなに耐え難く悲しい状況であってもほほ笑みを浮かべるのである。」
パリの週間新聞『ル・モンド・イリュストレ（絵で見る世界）』誌の1877年3月31日号には早くも、フランスからの宗教調査使節のために伊勢神宮で披露された舞を描いたレガメのスケッチが掲載されている。帰国後の1878年にはギメとレガメはそれぞれ文章と挿絵を分担して『日本散策』を出版する。また、1878年のパリ万国博覧会ではギメが持ち帰った東洋の品々が展示され、調査の成果が披露された。
その後も二人は各地で日本文化を紹介するが、レガメは会場でスケッチを描いてギメの講演を補完したといわれる。1891年にレガメが出版した『実用日本』の中には満員聴衆の前、レガメが壇上で描いている日本の情景の絵「子どもの祈願」が挿絵として入っている。一見、祖母と母子が鳥を放って遊んでいるようだが、同書によると、日本の寺院では門のそばに鳥籠を前にした老女がいて子供は小銭と引き換えにその籠の鳥を一羽自由にしてやり善行を積む(放生会を参照)のだという。
レガメはその後も日本を紹介する数々の出版物を出し、1900年にはパリ日仏協会を設立、ギメが副会長、自らは事務局長に就任する。一方、ギメが持ち帰った大量の仏像は、現在では通称ギメ美術館として日本でもよく知られるフランス国立東洋美術館の母胎となった。

## 作品
- 日本-京都
- 中国

## 日本語訳
- レガメ『明治日本写生帖』 林久美子訳、稲賀繁美解説、角川ソフィア文庫、2019年5月
- レガメ挿画『エミール・ギメ　明治日本散策　東京・日光』 岡村嘉子訳、尾本圭子解説、角川ソフィア文庫、2019年4月
- 『レガメ 日本素描紀行』 青木啓輔訳、新異国叢書・雄松堂出版、1983年7月